# Odontomantis montana
Odontomantis montana es una especie de mantis de la familia Hymenopodidae.

## Distribución geográfica
Se encuentra en la India, Malasia y Sumatra.